# Yousef Saad
Yousef Saad (en kabyle : Yusef Saɛd) est professeur chercheur et mathématicien algérien à l'université du Minnesota, il est né, en 1950, à Alger, originaire de Boghni, en Kabylie. Il est connu pour ses contributions aux calculs matriciels, notamment les méthodes itératives pour résoudre les grands systèmes linéaires creux, les problèmes de valeurs propres et le calcul parallèle.
Il est le lauréat 2023 de la Conférence von Neumann, la plus haute distinction et conférence phare de la Society for Industrial and Applied Mathematics (SIAM).

## Biographie
Après avoir obtenu son baccalauréat à la fin des années 1960, Youcef Saad a obtenu sa licence en mathématiques à l'Université d'Alger en 1970. Il a ensuite rejoint l'Université de Grenoble où il a obtenu un doctorat en 1974 et un deuxième doctorat en 1983.
Il a occupé divers postes, notamment chercheur scientifique au département d’informatique de l’Université de Yale (1981-1983), professeur associé à l’Université de Tizi-Ouzou en Algérie (1983-1984), chercheur scientifique au département d’informatique de l’Université de Yale (1984-1986), et professeur associé au département de mathématiques de l’Université de l’Illinois à Urbana-Champaign (1986-1988).
Il a également travaillé en tant que chercheur principal à l’Institut de recherche pour l’informatique avancée (RIACS) de 1980 à 1990.
Saad a rejoint l’Université du Minnesota en 1990 en tant que professeur au département de sciences informatiques, où il a occupé le poste de chef du département de sciences informatiques et d’ingénierie de janvier 1997 à juin 2000.

## Prix et distinctions
- John von Neumann Lecture Prize de l’année 2023 pour ses recherches dans le domaine des mathématiques appliquées[5].

## Publications
- (en) Iterative methods for sparse linear systems
- (en) Numerical methods for large eigenvalue problems